# 덕현천 (울산)
덕현천(德現川)은 대한민국의 울산광역시에 흐르는 강이다. 원래 울산광역시 울주군 상북면 양등리 능동산의 배내고개에서 발원하여 국도 제24호선의 길과 비슷하게 북동류하다가 덕현리의 남하강(본래의 태화강 본류)으로 흘러드는 강이었으나 1990년대 수원 낭비로 인해 일부 구간이 물이 말라 발원지가 상실되었다.